# Afghánská krize
Afghánská krize (nebo též Panjdehský incident, Bitva u Kušky či Panjdehský strach) byl vojenský střet, k němuž došlo v roce 1885, kdy ruské síly zaútočily na afghánské území u oázy v Panjdehu. Konkurenční ruské a britské zájmy ve střední a jižní Asii byla celá léta příčinou studené války známé jako Velká hra. Afghánská krize měla blízko k vyvolání ozbrojeného konfliktu mezi oběma zeměmi.
Afghánské síly se utábořily na západním břehu řeky Kušk, a Ruské síly na východním břehu. 29. března 1885, velitel ruských sil, generál Komarov, poslal ultimátum požadující afghánské stažení. Po jeho odmítnutí, Rusové zaútočili v 3 hodiny ráno 30. března, a vyhnali Afghánce přes most Pul-i-Khišti. Ztratili asi 40 mužů. Afghánci ztratili až 600 mužů.
Incident téměř vedl k válce mezi Británií a Ruskem, ale emír Abdurrahmán, který byl tou dobou přítomen na konferenci v Rávalpindí lordem Dufferinem, považoval záležitost za pouhou pohraniční potyčku. Nicméně, člen Gladstoneova kabinetu lord Ripon (nový indický místokrál), věřil že ústup by mohl vést k zhroucení pořádku v Afghánistánu a ruské intervenci. Británie nakonec přijala stávající stav a uznala ruské nároky.
Po incidentu, byla na anglo-ruské hranici zřízena komise k vymezení severní hranice Afghánistánu. Do komise nepatřili žádní Afghánci. Rusové založili na získaném území pohraniční město Kuška, která byla nejjižnější osada Ruského impéria a Sovětského Svazu.